# Honoratus van Amiens

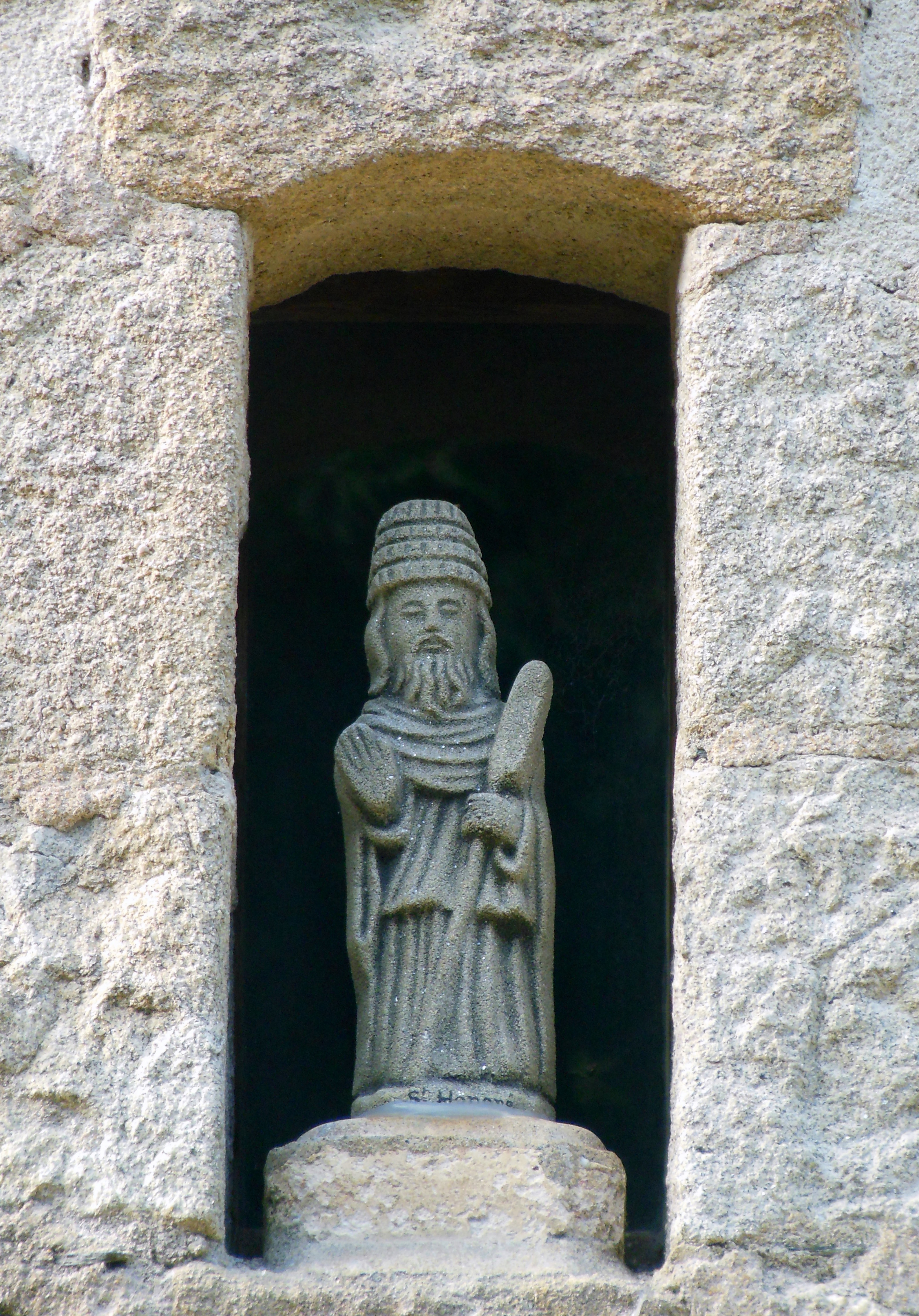
Honoratius van Amiens, bij een molen

Honoratus van Amiens (ook: Honoré enz.) (Port-le-Grand - † ca. 690) is een rooms-katholiek heilige.

## Levensbeschrijving en legenden
Geboren te Port-le-Grand in Ponthieu, ging hij in opleiding bij bisschop Beatus van Amiens, bisschop van het Bisdom Amiens. Omstreeks 660 volgde hij Beatus op als bisschop. Hij achtte zich aanvankelijk niet waardig hiervoor, maar na een wonderbaarlijke zonnestraal en wat heilige olie die op hem zouden zijn neergedaald, koos hij alsnog voor deze functie.
Volgens de legende vond hij de relieken van drie martelaren: Fuscianus, Victoricus en Gentianus, welke in 287 zouden zijn gestorven. Het zou een priester uit Amiens, Lupicinus, zijn geweest die van een engel te horen had gekregen waar de relieken te vinden waren. Toen hij ze vond zou hij zo een jubelkreet hebben uitgeroepen dat Honoratus, vergezeld van een grote menigte, er ook heen trok. De relieken zouden namelijk een heerlijke geur hebben verspreid waar velen op af kwamen.
Koning Childebert II gaf de opdracht om de relieken naar Parijs te brengen, maar de sarcofagen bleven onwrikbaar in de grond zitten, zodat de relieken in Amiens moesten blijven.
Een andere legende verhaalt dat, toen hij in Saint-Acheul de consecratie uitvoerde, het Christus zelf was die hem de hostie aanreikte.
Honoratus zou zijn overleden in zijn geboortehuis te Port-le-Grand.
Na zijn dood zouden er nog diverse wonderen zijn geschied. Toen de Vikingen het land binnenvielen werd zijn lichaam overgebracht naar Amiens. Toen het uit de Sint-Firminuskerk werd gedragen, zou het hoofd van het kruisbeeld in zijn richting zijn gedraaid.

## Verering
Sint-Honoratus is de patroon van de bakkers, omdat op zijn voorspraak in 1060 een droogteperiode met hongersnood beëindigd werd met regenbuien. Honoratus wordt afgebeeld met een ovenschep en drie broden, soms met een haardkoek, en soms met een kruisbeeld.
De feestdag van Honoratus is op 16 mei. Zijn relieken bevinden zich in de Sint-Firminuskerk te Amiens.